# Ralph Herseth
Ralph E. Herseth (2 juillet 1909 - 24 janvier 1969) est le 21e gouverneur du Dakota du Sud du 6 janvier 1959 au 3 janvier 1961. Il est démocrate et patriarche de la famille Herseth du Dakota du Sud.

## Jeunesse et éducation
Herseth est né en 1909 dans un ranch près de Houghton, dans le Dakota du Sud, fils d'Oline (née Afseth) et de Lars Herseth. Son père est un immigrant norvégien, tout comme ses grands-parents maternels. Il est diplômé du lycée Columbia, dans le comté de Brown, dans le Dakota du Sud. Il fréquente le Northern State Teachers College et le North Dakota State College. Il épouse Lorna H. Buntrock le 23 décembre 1937 et ils vivent dans un ranch près de Houghton. Lorna Herseth devient plus tard secrétaire d'État du Dakota du Sud. Leur fils Lars Herseth est chef de la majorité au Sénat de l'État et leur petite-fille Stephanie Herseth Sandlin siège à la Chambre des représentants des États-Unis de 2004 à 2011.

## Carrière politique
Herseth est surintendant du Civilian Conservation Corps (1935-1939). Il siège au Sénat du Dakota du Sud pour le comté de Brown de 1951 à 1952 et de 1957 à 1958.
Herseth n'est que le troisième démocrate à occuper le poste de gouverneur de l'État du Dakota du Sud. En tant que gouverneur, il se concentre sur les problèmes fiscaux de l'État, en nommant une commission d'étude fiscale citoyenne chargée de recommander une réforme fiscale. Il est également actif dans le développement des ressources naturelles du Dakota du Sud. Le barrage de Big Bend sur le fleuve Missouri est commencé au cours de son unique mandat. Le gouvernement de l'État connait des problèmes résultant de catastrophes naturelles dévastatrices dans le Dakota du Sud en 1959 ; il est battu à la réélection en 1960 et en 1962.
Herseth est décédé d'une crise cardiaque le 24 janvier 1969, à l'âge de 59 ans, alors qu'il rendait visite à un ami chez lui à Aberdeen, dans le Dakota du Sud . Il avait des antécédents de problèmes cardiaques, ayant déjà subi une crise cardiaque en 1960. Il est enterré au cimetière de Houghton, Houghton, comté de Brown, Dakota du Sud, États-Unis.